# Georg Michaelis
Georg Michaelis (8. září 1857 Chojnów – 21. července 1936 Bad Saarow) byl německý právník a politik, roku 1917 několik měsíců říšský kancléř a pruský ministerský předseda.
Mládí Michaelis prožil ve Frankfurtu nad Odrou. Studoval práva na univerzitách ve Vratislavi, v Lipsku a ve Würzburgu. V letech 1885 až 1889 pracoval jako profesor práva v Tokiu. Ke konci první světové války byl krátce (od 14. července 1917 do 31. října 1917) říšským kancléřem, prvním nešlechticem v této funkci. Od 1. dubna 1918 do 31. března 1919 pak byl guvernérem (Oberregierungspräsident) Pomořanska.
Jeho manželkou byla Margarete Schmidtová (1869-1958), měli spolu pět dcer a dva syny: Elisabeth (nar. 1892), Charlotte (1893), Emma (1894), Georg Sylvester (1897), Wilhelm (1900), Eva (1904) a Marta (1907). Vydal vzpomínky Für Volk und Staat. Eine Lebensgeschichte (Pro lid a stát. Příběh jednoho života, Furche, Berlín 1922) a Weltreisegedanken (Myšlenky o cestě kolem světa, Furche, Berlín 1923).
Michaelis se angažoval rovněž jako laický činovník Evangelické církve staropruské unie.